# Scramble Spirits
Scramble Spirits est un jeu vidéo de type shoot them up à défilement vertical développé par Sega, sorti en 1988 sur borne d'arcade. Le titre a été porté sur la console Master System en 1989 et sur les ordinateurs Amiga, Amstrad CPC, Atari ST, Commodore 64, MSX et ZX Spectrum en 1990.

## Scénario
L'action se déroule au XXIe siècle au cours duquel la Terre, après avoir subie une guerre nucléaire, est à présent envahie par une force sidérale inconnue. Quelques pilotes tentent de résister à l'envahisseur.